# Sverre Lie
Sverre Lie (8 gennaio 1888 – 13 gennaio 1983) è stato un calciatore norvegese, di ruolo portiere.

## Carriera

### Club
Lie giocò nel Mercantile, con cui vinse 2 edizioni della Norgesmesterskapet.

### Nazionale
Disputò una partita per la Norvegia, la prima della sua storia. Fu infatti titolare nella sconfitta per 11-3 contro la Svezia, in data 12 luglio 1908.